# Hadena sadales
Hadena sadales là một loài bướm đêm trong họ Noctuidae.